# Danh sách cầu thủ tham dự Giải vô địch bóng đá nữ thế giới 2011
Giải vô địch bóng đá nữ thế giới 2011 là giải đấu bóng đá quốc tế diễn ra tại Đức từ 26 tháng 6 tới 17 tháng 7 năm 2011. Mười sáu đội tuyển tham dự giải đăng ký 21 cầu thủ; chỉ có những cầu thủ được đăng ký trong đội hình mới được quyền thi đấu tại giải.
Trước khi công bố danh sách chính thức cuối cùng, mỗi liên đoàn có đội tham dự phải thông báo một danh sách dự kiến. Trong danh sách mà các đội chốt phải có ít nhất ba thủ môn, và phải là những cái tên trong danh sách dự kiến. Đội hình chính thức phải được trình lên FIFA không muộn hơn 10 ngày làm việc trước khi giải bắt đầu. Việc thay thế các cầu thủ bị chấn thương nặng được phép trong thời hạn 24 giờ trước khi trận đấu đầu tiên của đội tuyển đó. Không giống như World Cup của nam, trong đó cầu thủ thay thế không nhất thiết phải được chọn từ danh sách dự kiến, World Cup của nữ yêu cầu liên đoàn bóng đá quốc gia phải thay thế bằng các cầu thủ có tên trong danh sách dự liến.
Vào ngày 17 tháng 6 năm 2011 những đội hình cuối cùng được nộp và công bố.
Những cầu thủ đánh dấu (c) là đội trưởng. Số trận, số bàn thắng, câu lạc bộ đang đầu quân và tuổi tính tới ngày khai mạc của giải 26 tháng 6 năm 2011.

## Bảng A

### Canada
Đội hình được công bố ngày 16 tháng 6.
Huấn luyện viên:  Carolina Morace

| Số | VT | Cầu thủ                | Ngày sinh (tuổi)            | Trận | Bàn | Câu lạc bộ             |
| -- | -- | ---------------------- | --------------------------- | ---- | --- | ---------------------- |
| 1  | TM | Karina LeBlanc         | 30 tháng 3, 1980 (31 tuổi)  | 88   | 0   | Chicago Red Stars      |
| 2  | HV | Emily Zurrer           | 12 tháng 7, 1987 (23 tuổi)  | 45   | 2   | Vancouver Whitecaps    |
| 3  | TV | Kelly Parker           | 8 tháng 3, 1981 (30 tuổi)   | 14   | 1   | Atlanta Beat           |
| 4  | TV | Carmelina Moscato      | 2 tháng 5, 1984 (27 tuổi)   | 52   | 2   | Cầu thủ tự do          |
| 5  | HV | Robyn Gayle            | 31 tháng 10, 1985 (25 tuổi) | 44   | 0   | Vancouver Whitecaps    |
| 6  | TV | Kaylyn Kyle            | 6 tháng 10, 1988 (22 tuổi)  | 32   | 2   | Vancouver Whitecaps    |
| 7  | HV | Rhian Wilkinson        | 12 tháng 5, 1982 (29 tuổi)  | 100  | 7   | Lillestrøm SK          |
| 8  | TV | Diana Matheson         | 6 tháng 4, 1984 (27 tuổi)   | 122  | 10  | Lillestrøm SK          |
| 9  | HV | Candace Chapman        | 2 tháng 4, 1983 (28 tuổi)   | 88   | 6   | Western New York Flash |
| 10 | TĐ | Jodi-Ann Robinson      | 17 tháng 4, 1989 (22 tuổi)  | 50   | 7   | Vancouver Whitecaps    |
| 11 | TV | Desiree Scott          | 31 tháng 7, 1987 (23 tuổi)  | 22   | 0   | Vancouver Whitecaps    |
| 12 | TĐ | Christine Sinclair (c) | 12 tháng 6, 1983 (28 tuổi)  | 159  | 116 | Western New York Flash |
| 13 | TV | Sophie Schmidt         | 28 tháng 6, 1988 (22 tuổi)  | 63   | 3   | Vancouver Whitecaps    |
| 14 | TĐ | Melissa Tancredi       | 27 tháng 12, 1981 (29 tuổi) | 61   | 13  | Vancouver Whitecaps    |
| 15 | TĐ | Christina Julien       | 6 tháng 5, 1988 (23 tuổi)   | 28   | 7   | Ottawa Fury            |
| 16 | TĐ | Jonelle Filigno        | 24 tháng 9, 1990 (20 tuổi)  | 39   | 8   | Rutgers University     |
| 17 | HV | Brittany Timko         | 5 tháng 9, 1985 (25 tuổi)   | 101  | 4   | Cầu thủ tự do          |
| 18 | TM | Erin McLeod            | 26 tháng 2, 1983 (28 tuổi)  | 62   | 0   | Chicago Red Stars      |
| 19 | TV | Chelsea Stewart        | 28 tháng 4, 1990 (21 tuổi)  | 23   | 0   | Vancouver Whitecaps    |
| 20 | HV | Marie-Ève Nault        | 16 tháng 2, 1982 (29 tuổi)  | 43   | 0   | Ottawa Fury            |
| 21 | TM | Stephanie Labbé        | 10 tháng 10, 1986 (24 tuổi) | 8    | 0   | Piteå IF               |

### Pháp
Đội hình được công bố ngày 6 tháng 6.
Huấn luyện viên: Bruno Bini
| Số | VT | Cầu thủ                 | Ngày sinh (tuổi)            | Trận | Bàn | Câu lạc bộ          |
| -- | -- | ----------------------- | --------------------------- | ---- | --- | ------------------- |
| 1  | TM | Céline Deville          | 24 tháng 1, 1982 (29 tuổi)  | 42   | 0   | Montpellier         |
| 2  | HV | Wendie Renard           | 20 tháng 7, 1990 (20 tuổi)  | 7    | 0   | Lyon                |
| 3  | HV | Laure Boulleau          | 22 tháng 10, 1986 (24 tuổi) | 13   | 1   | Paris Saint-Germain |
| 4  | HV | Laura Georges           | 20 tháng 8, 1984 (26 tuổi)  | 98   | 2   | Lyon                |
| 5  | HV | Ophélie Meilleroux      | 18 tháng 1, 1984 (27 tuổi)  | 44   | 0   | Montpellier         |
| 6  | TV | Sandrine Soubeyrand (c) | 16 tháng 8, 1973 (37 tuổi)  | 161  | 17  | Juvisy              |
| 7  | TV | Corine Franco           | 5 tháng 10, 1983 (27 tuổi)  | 47   | 8   | Lyon                |
| 8  | HV | Sonia Bompastor         | 8 tháng 6, 1980 (31 tuổi)   | 128  | 15  | Lyon                |
| 9  | TĐ | Eugénie Le Sommer       | 18 tháng 5, 1989 (22 tuổi)  | 34   | 9   | Lyon                |
| 10 | TV | Camille Abily           | 5 tháng 12, 1984 (26 tuổi)  | 75   | 19  | Lyon                |
| 11 | HV | Laure Lepailleur        | 7 tháng 3, 1985 (26 tuổi)   | 28   | 2   | Paris Saint-Germain |
| 12 | TĐ | Élodie Thomis           | 13 tháng 8, 1986 (24 tuổi)  | 52   | 15  | Lyon                |
| 13 | TV | Caroline Pizzala        | 23 tháng 11, 1987 (23 tuổi) | 15   | 0   | Paris Saint-Germain |
| 14 | TV | Louisa Nécib            | 23 tháng 1, 1987 (24 tuổi)  | 58   | 10  | Lyon                |
| 15 | TV | Élise Bussaglia         | 24 tháng 9, 1985 (25 tuổi)  | 81   | 18  | Paris Saint-Germain |
| 16 | TM | Bérangère Sapowicz      | 6 tháng 2, 1983 (28 tuổi)   | 18   | 0   | Paris Saint-Germain |
| 17 | TĐ | Gaëtane Thiney          | 28 tháng 10, 1985 (25 tuổi) | 48   | 19  | Juvisy              |
| 18 | TĐ | Marie-Laure Delie       | 29 tháng 1, 1988 (23 tuổi)  | 20   | 21  | Montpellier         |
| 19 | TĐ | Sandrine Brétigny       | 2 tháng 7, 1984 (26 tuổi)   | 19   | 9   | Lyon                |
| 20 | HV | Sabrina Viguier         | 4 tháng 1, 1981 (30 tuổi)   | 85   | 1   | Lyon                |
| 21 | TM | Laëtitia Philippe       | 30 tháng 4, 1991 (20 tuổi)  | 1    | 0   | Montpellier         |

### Đức
Huấn luyện viên: Silvia Neid
Đội hình sơ bộ 26 cầu thủ được thông báo vào ngày 18 tháng 3. Sau khi Dzsenifer Marozsán gặp chấn thương, Conny Pohlers được gọi vào đội hình. Danh sách được rút gọn thành 21 người ngày 27/5/2011.
| Số | VT | Cầu thủ                | Ngày sinh (tuổi)            | Trận | Bàn | Câu lạc bộ             |
| -- | -- | ---------------------- | --------------------------- | ---- | --- | ---------------------- |
| 1  | TM | Nadine Angerer         | 10 tháng 11, 1978 (32 tuổi) | 97   | 0   | 1. FFC Frankfurt       |
| 2  | HV | Bianca Schmidt         | 23 tháng 1, 1990 (21 tuổi)  | 15   | 0   | 1. FFC Turbine Potsdam |
| 3  | HV | Saskia Bartusiak       | 9 tháng 9, 1982 (28 tuổi)   | 40   | 0   | 1. FFC Frankfurt       |
| 4  | HV | Babett Peter           | 12 tháng 5, 1988 (23 tuổi)  | 50   | 1   | 1. FFC Turbine Potsdam |
| 5  | HV | Annike Krahn           | 1 tháng 7, 1985 (25 tuổi)   | 65   | 4   | FCR 2001 Duisburg      |
| 6  | TV | Simone Laudehr         | 12 tháng 7, 1986 (24 tuổi)  | 40   | 8   | FCR 2001 Duisburg      |
| 7  | TV | Melanie Behringer      | 18 tháng 11, 1985 (25 tuổi) | 64   | 17  | 1. FFC Frankfurt       |
| 8  | TĐ | Inka Grings            | 31 tháng 10, 1978 (32 tuổi) | 89   | 62  | FCR 2001 Duisburg      |
| 9  | TĐ | Birgit Prinz (c)       | 25 tháng 10, 1977 (33 tuổi) | 211  | 128 | 1. FFC Frankfurt       |
| 10 | HV | Linda Bresonik         | 7 tháng 12, 1983 (27 tuổi)  | 64   | 5   | FCR 2001 Duisburg      |
| 11 | TĐ | Alexandra Popp         | 6 tháng 4, 1991 (20 tuổi)   | 11   | 7   | FCR 2001 Duisburg      |
| 12 | TM | Ursula Holl            | 26 tháng 6, 1982 (29 tuổi)  | 5    | 0   | FCR 2001 Duisburg      |
| 13 | TV | Célia Okoyino da Mbabi | 27 tháng 6, 1988 (22 tuổi)  | 54   | 10  | SC 07 Bad Neuenahr     |
| 14 | TV | Kim Kulig              | 9 tháng 4, 1990 (21 tuổi)   | 23   | 6   | Hamburger SV           |
| 15 | HV | Verena Faißt           | 22 tháng 5, 1989 (22 tuổi)  | 3    | 0   | VfL Wolfsburg          |
| 16 | TĐ | Martina Müller         | 18 tháng 4, 1980 (31 tuổi)  | 92   | 30  | VfL Wolfsburg          |
| 17 | TV | Ariane Hingst          | 25 tháng 7, 1979 (31 tuổi)  | 172  | 10  | 1. FFC Frankfurt       |
| 18 | TV | Kerstin Garefrekes     | 4 tháng 9, 1979 (31 tuổi)   | 125  | 41  | 1. FFC Frankfurt       |
| 19 | TV | Fatmire Bajramaj       | 1 tháng 4, 1988 (23 tuổi)   | 46   | 8   | 1. FFC Turbine Potsdam |
| 20 | HV | Lena Goeßling          | 8 tháng 3, 1986 (25 tuổi)   | 22   | 0   | SC 07 Bad Neuenahr     |
| 21 | TM | Almuth Schult          | 9 tháng 2, 1991 (20 tuổi)   | 0    | 0   | Magdeburger FFC        |

### Nigeria
Đội hình được công bố ngày 14 tháng 6.
Huấn luyện viên: Uche Eucharia

| Số | VT | Cầu thủ               | Ngày sinh (tuổi)            | Trận | Bàn | Câu lạc bộ            |
| -- | -- | --------------------- | --------------------------- | ---- | --- | --------------------- |
| 1  | TM | Precious Dede (c)     | 18 tháng 1, 1980 (31 tuổi)  | 70   | 0   | Rivers Angels         |
| 2  | TV | Rebecca Kalu          | 12 tháng 6, 1990 (21 tuổi)  | 1    | 0   | Rivers Angels         |
| 3  | HV | Osinachi Ohale        | 21 tháng 12, 1991 (19 tuổi) | 9    | 0   | Delta Queens          |
| 4  | TV | Perpetua Nkwocha      | 3 tháng 1, 1976 (35 tuổi)   | 80   | 40  | Sunnanå SK            |
| 5  | HV | Onome Ebi             | 5 tháng 8, 1983 (27 tuổi)   | 45   | 0   | Düvenciler Lisesispor |
| 6  | HV | Helen Ukaonu          | 17 tháng 5, 1991 (20 tuổi)  | 11   | 1   | Sunnanå SK            |
| 7  | TĐ | Stella Mbachu         | 16 tháng 4, 1978 (33 tuổi)  | 85   | 20  | Rivers Angels         |
| 8  | TV | Ebere Orji            | 23 tháng 12, 1992 (18 tuổi) | 13   | 2   | Rivers Angels         |
| 9  | TĐ | Desire Oparanozie     | 17 tháng 12, 1993 (17 tuổi) | 12   | 6   | Delta Queens          |
| 10 | TV | Rita Chikwelu         | 6 tháng 3, 1988 (23 tuổi)   | 37   | 16  | Umeå IK               |
| 11 | TV | Glory Iroka           | 3 tháng 1, 1990 (21 tuổi)   | 8    | 0   | Rivers Angels         |
| 12 | TĐ | Sarah Michael         | 22 tháng 7, 1990 (20 tuổi)  | 6    | 0   | KIF Örebro DFF        |
| 13 | TV | Ogonna Chukwudi       | 4 tháng 9, 1988 (22 tuổi)   | 12   | 0   | Umeå IK               |
| 14 | HV | Faith Ikidi           | 28 tháng 2, 1987 (24 tuổi)  | 47   | 0   | Piteå IF              |
| 15 | HV | Josephine Chukwunonye | 19 tháng 3, 1992 (19 tuổi)  | 10   | 0   | Rivers Angels         |
| 16 | TM | Tochukwu Oluehi       | 3 tháng 6, 1988 (23 tuổi)   | 40   | 0   | Sunshine Queens       |
| 17 | TĐ | Francisca Ordega      | 19 tháng 10, 1993 (17 tuổi) | 9    | 1   | Bayelsa Queens        |
| 18 | HV | Ulunma Jerome         | 11 tháng 4, 1988 (23 tuổi)  | 37   | 0   | Piteå IF              |
| 19 | TĐ | Uchechi Sunday        | 9 tháng 9, 1994 (16 tuổi)   | 0    | 0   | FC Neunkirch          |
| 20 | TĐ | Amenze Aighewi        | 21 tháng 11, 1991 (19 tuổi) | 3    | 0   | Rivers Angels         |
| 21 | TM | Alaba Jonathan        | 1 tháng 6, 1992 (19 tuổi)   | 0    | 0   | Pelican Stars         |

## Bảng B

### Anh
Đội hình được công bố ngày 10 tháng 6 năm 2011.
Huấn luyện viên: Hope Powell

| Số | VT | Cầu thủ             | Ngày sinh (tuổi)            | Trận | Bàn | Câu lạc bộ             |
| -- | -- | ------------------- | --------------------------- | ---- | --- | ---------------------- |
| 1  | TM | Karen Bardsley      | 14 tháng 10, 1984 (26 tuổi) | 12   | 0   | Sky Blue FC            |
| 2  | HV | Alex Scott          | 14 tháng 10, 1984 (26 tuổi) | 33   | 6   | Boston Breakers        |
| 3  | HV | Rachel Unitt        | 5 tháng 6, 1982 (29 tuổi)   | 63   | 4   | Everton L.F.C.         |
| 4  | TV | Jill Scott          | 2 tháng 2, 1987 (24 tuổi)   | 11   | 1   | Everton L.F.C.         |
| 5  | HV | Faye White (c)      | 2 tháng 2, 1978 (33 tuổi)   | 56   | 4   | Arsenal L.F.C.         |
| 6  | HV | Casey Stoney        | 13 tháng 5, 1982 (29 tuổi)  | 49   | 2   | Lincoln Ladies F.C.    |
| 7  | TV | Jess Clarke         | 5 tháng 5, 1989 (22 tuổi)   | 25   | 6   | Lincoln Ladies F.C.    |
| 8  | TV | Fara Williams       | 25 tháng 1, 1984 (27 tuổi)  | 53   | 16  | Everton L.F.C.         |
| 9  | TĐ | Ellen White         | 9 tháng 5, 1989 (22 tuổi)   | 14   | 5   | Arsenal L.F.C.         |
| 10 | TĐ | Kelly Smith         | 29 tháng 10, 1978 (32 tuổi) | 103  | 25  | Boston Breakers        |
| 11 | TV | Rachel Yankey       | 1 tháng 11, 1979 (31 tuổi)  | 108  | 11  | Arsenal L.F.C.         |
| 12 | TĐ | Karen Carney        | 1 tháng 8, 1987 (23 tuổi)   | 31   | 5   | Birmingham City L.F.C. |
| 13 | TM | Rachel Brown        | 2 tháng 7, 1980 (30 tuổi)   | 48   | 0   | Everton L.F.C.         |
| 14 | TĐ | Eniola Aluko        | 21 tháng 2, 1987 (24 tuổi)  | 26   | 4   | Sky Blue FC            |
| 15 | HV | Sophie Bradley      | 5 tháng 5, 1989 (22 tuổi)   | 5    | 0   | Lincoln Ladies F.C.    |
| 16 | TV | Steph Houghton      | 23 tháng 4, 1988 (23 tuổi)  | 16   | 1   | Arsenal L.F.C.         |
| 17 | TV | Laura Bassett       | 2 tháng 8, 1983 (27 tuổi)   | 19   | 0   | Birmingham City L.F.C. |
| 18 | TV | Anita Asante        | 27 tháng 4, 1985 (26 tuổi)  | 24   | 1   | Sky Blue FC            |
| 19 | HV | Dunia Susi          | 10 tháng 8, 1987 (23 tuổi)  | 13   | 0   | Birmingham City L.F.C. |
| 20 | HV | Claire Rafferty     | 11 tháng 1, 1989 (22 tuổi)  | 4    | 1   | Chelsea L.F.C.         |
| 21 | TM | Siobhan Chamberlain | 15 tháng 8, 1983 (27 tuổi)  | 6    | 0   | Bristol Academy        |

### Nhật Bản
Đội hình được công bố ngày 8 tháng 6 năm 2011.
Huấn luyện viên: Sasaki Norio

| Số | VT | Cầu thủ          | Ngày sinh (tuổi)            | Trận | Bàn | Câu lạc bộ                |
| -- | -- | ---------------- | --------------------------- | ---- | --- | ------------------------- |
| 1  | TM | Yamago Nozomi    | 16 tháng 1, 1975 (36 tuổi)  | 96   | 0   | Urawa Red Diamonds Ladies |
| 2  | HV | Kinga Yukari     | 2 tháng 5, 1984 (27 tuổi)   | 62   | 4   | INAC Kobe Leonessa        |
| 3  | HV | Iwashimizu Azusa | 14 tháng 10, 1986 (24 tuổi) | 64   | 8   | NTV Beleza                |
| 4  | HV | Kumagai Saki     | 17 tháng 10, 1990 (20 tuổi) | 23   | 0   | Urawa Red Diamonds Ladies |
| 5  | HV | Yano Kyoko       | 3 tháng 6, 1984 (27 tuổi)   | 67   | 1   | Urawa Red Diamonds Ladies |
| 6  | TV | Sakaguchi Mizuho | 15 tháng 10, 1987 (23 tuổi) | 38   | 15  | Albirex Niigata Ladies    |
| 7  | TĐ | Ando Kozue       | 9 tháng 7, 1982 (28 tuổi)   | 86   | 17  | FCR 2001 Duisburg         |
| 8  | TV | Miyama Aya       | 28 tháng 1, 1985 (26 tuổi)  | 93   | 24  | Okayama Yunogo Belle      |
| 9  | TV | Kawasumi Nahomi  | 23 tháng 9, 1985 (25 tuổi)  | 14   | 2   | INAC Kobe Leonessa        |
| 10 | TV | Sawa Homare (c)  | 9 tháng 7, 1978 (32 tuổi)   | 167  | 75  | INAC Kobe Leonessa        |
| 11 | TĐ | Ohno Shinobu     | 23 tháng 1, 1984 (27 tuổi)  | 87   | 34  | INAC Kobe Leonessa        |
| 12 | TM | Fukumoto Miho    | 2 tháng 10, 1983 (27 tuổi)  | 54   | 0   | Okayama Yunogo Belle      |
| 13 | TV | Utsugi Rumi      | 5 tháng 12, 1988 (22 tuổi)  | 43   | 5   | Montpellier HSC           |
| 14 | HV | Kamionobe Megumi | 15 tháng 3, 1986 (25 tuổi)  | 13   | 2   | Albirex Niigata Ladies    |
| 15 | HV | Sameshima Aya    | 16 tháng 6, 1987 (24 tuổi)  | 27   | 2   | Boston Breakers           |
| 16 | HV | Tanaka Asuna     | 23 tháng 4, 1988 (23 tuổi)  | 3    | 0   | INAC Kobe Leonessa        |
| 17 | TĐ | Nagasato Yūki    | 15 tháng 6, 1987 (24 tuổi)  | 64   | 31  | 1. FFC Turbine Potsdam    |
| 18 | TĐ | Maruyama Karina  | 26 tháng 3, 1983 (28 tuổi)  | 62   | 13  | JEF United Chiba Ladies   |
| 19 | TĐ | Takase Megumi    | 10 tháng 11, 1990 (20 tuổi) | 16   | 4   | INAC Kobe Leonessa        |
| 20 | TĐ | Iwabuchi Mana    | 18 tháng 3, 1993 (18 tuổi)  | 6    | 2   | NTV Beleza                |
| 21 | TM | Kaihori Ayumi    | 4 tháng 9, 1986 (24 tuổi)   | 18   | 0   | INAC Kobe Leonessa        |

### México
Huấn luyện viên: Leonardo Cuéllar

| Số | VT | Cầu thủ                 | Ngày sinh (tuổi)            | Trận | Bàn | Câu lạc bộ                 |
| -- | -- | ----------------------- | --------------------------- | ---- | --- | -------------------------- |
| 1  | TM | Erika Venegas           | 7 tháng 7, 1988 (22 tuổi)   | 13   | 0   | Cầu thủ tự do              |
| 2  | HV | Kenti Robles            | 15 tháng 2, 1991 (20 tuổi)  | 12   | 0   | RCD Espanyol               |
| 3  | HV | Rubí Sandoval           | 18 tháng 1, 1984 (27 tuổi)  | 70   | 5   | Cầu thủ tự do              |
| 4  | HV | Alina Garciamendez      | 16 tháng 4, 1991 (20 tuổi)  | 17   | 1   | Stanford University        |
| 5  | HV | Natalie Vinti           | 2 tháng 1, 1988 (23 tuổi)   | 20   | 0   | University of San Diego    |
| 6  | HV | Natalie Garcia          | 30 tháng 1, 1990 (21 tuổi)  | 3    | 0   | University of San Diego    |
| 7  | TV | Juana Lopez             | 25 tháng 12, 1978 (32 tuổi) | 102  | 14  | Cầu thủ tự do              |
| 8  | TV | Guadalupe Worbis        | 12 tháng 12, 1983 (27 tuổi) | 95   | 22  | Extremadura Femenino CF    |
| 9  | TĐ | Maribel Domínguez (c)   | 18 tháng 11, 1978 (32 tuổi) | 90   | 67  | UE L'Estartit              |
| 10 | TV | Dinora Garza            | 24 tháng 1, 1988 (23 tuổi)  | 30   | 9   | Tigres de la UANL          |
| 11 | TV | Nayeli Rangel           | 28 tháng 2, 1992 (19 tuổi)  | 27   | 3   | Tigres de la UANL          |
| 12 | TM | Pamela Tajonar          | 2 tháng 12, 1984 (26 tuổi)  | 36   | 0   | Club Atlético Málaga       |
| 13 | TV | Liliana Mercado         | 22 tháng 10, 1988 (22 tuổi) | 11   | 0   | UDLA Puebla                |
| 14 | HV | Mónica Alvarado         | 11 tháng 1, 1991 (20 tuổi)  | 5    | 0   | Texas Christian University |
| 15 | HV | Luz del Rosario Saucedo | 14 tháng 12, 1983 (27 tuổi) | 91   | 2   | Cầu thủ tự do              |
| 16 | HV | Charlyn Corral          | 11 tháng 9, 1991 (19 tuổi)  | 19   | 3   | Monterrey Royal Eagles     |
| 17 | TV | Teresa Noyola           | 15 tháng 4, 1990 (21 tuổi)  | 7    | 0   | Stanford University        |
| 18 | TĐ | Veronica Perez          | 18 tháng 5, 1988 (23 tuổi)  | 23   | 4   | Saint Louis Athletica      |
| 19 | TĐ | Mónica Ocampo           | 4 tháng 1, 1987 (24 tuổi)   | 36   | 12  | Atlanta Beat               |
| 20 | TM | Cecilia Santiago        | 19 tháng 10, 1994 (16 tuổi) | 11   | 0   | Club Santos Laguna         |
| 21 | TĐ | Stephany Mayor          | 23 tháng 9, 1991 (19 tuổi)  | 16   | 5   | UDLA Puebla                |

### New Zealand
Đội hình được công bố ngày 8 tháng 6 năm 2011.
Huấn luyện viên: John Herdman

| Số | VT | Cầu thủ           | Ngày sinh (tuổi)            | Trận | Bàn | Câu lạc bộ                         |
| -- | -- | ----------------- | --------------------------- | ---- | --- | ---------------------------------- |
| 1  | TM | Jenny Bindon      | 25 tháng 2, 1973 (38 tuổi)  | 16   | 0   | Hibiscus Coast AFC                 |
| 2  | HV | Ria Percival      | 7 tháng 12, 1989 (21 tuổi)  | 16   | 2   | Lynn-Avon United                   |
| 3  | HV | Anna Green        | 20 tháng 8, 1990 (20 tuổi)  | 37   | 5   | Three Kings United                 |
| 4  | TV | Katie Hoyle       | 1 tháng 2, 1988 (23 tuổi)   | 11   | 0   | Glenfield Rovers                   |
| 5  | HV | Abby Erceg        | 20 tháng 11, 1989 (21 tuổi) | 16   | 2   | Fencibles United                   |
| 6  | HV | Rebecca Smith (c) | 17 tháng 6, 1981 (30 tuổi)  | 25   | 2   | VfL Wolfsburg                      |
| 7  | HV | Ali Riley         | 30 tháng 10, 1987 (23 tuổi) | 12   | 0   | Western New York Flash             |
| 8  | TV | Hayley Moorwood   | 13 tháng 2, 1984 (27 tuổi)  | 24   | 2   | Chelsea L.F.C.                     |
| 9  | TĐ | Amber Hearn       | 28 tháng 11, 1984 (26 tuổi) | 43   | 22  | Lynn-Avon United                   |
| 10 | TĐ | Sarah Gregorius   | 6 tháng 8, 1987 (23 tuổi)   | 13   | 8   | Eastern Suburbs AFC                |
| 11 | TV | Kirsty Yallop     | 4 tháng 11, 1986 (24 tuổi)  | 47   | 11  | Lynn-Avon United                   |
| 12 | TV | Betsy Hassett     | 4 tháng 8, 1990 (20 tuổi)   | 23   | 2   | University of California, Berkeley |
| 13 | TĐ | Rosie White       | 6 tháng 6, 1993 (18 tuổi)   | 27   | 7   | Three Kings United                 |
| 14 | TĐ | Sarah McLaughlin  | 3 tháng 6, 1991 (20 tuổi)   | 9    | 0   | Claudelands Rovers                 |
| 15 | TĐ | Emma Kete         | 1 tháng 9, 1987 (23 tuổi)   | 40   | 3   | Lincoln Ladies F.C.                |
| 16 | TV | Annalie Longo     | 1 tháng 7, 1991 (19 tuổi)   | 9    | 0   | Three Kings United                 |
| 17 | TĐ | Hannah Wilkinson  | 28 tháng 5, 1992 (19 tuổi)  | 19   | 8   | Glenfield Rovers                   |
| 18 | HV | Katie Bowen       | 15 tháng 4, 1994 (17 tuổi)  | 2    | 0   | Glenfield Rovers                   |
| 19 | HV | Kristy Hill       | 1 tháng 7, 1979 (31 tuổi)   | 17   | 0   | Fencibles United                   |
| 20 | TM | Aroon Clansey     | 12 tháng 2, 1986 (25 tuổi)  | 62   | 0   | Three Kings United                 |
| 21 | TM | Erin Nayler       | 17 tháng 4, 1992 (19 tuổi)  | 0    | 0   | Eastern Suburbs AFC                |

## Bảng C

### Colombia
Vào ngày 29 tháng 5 năm 2011, huấn luyện viên Ricardo Rozo công bố 25 cầu thủ dự kiến. Đội hình chính được công bố ngày 13 tháng 6. Thủ môn Paula Forero bị chấn thương được thay bằng Yineth Varón.
Huấn luyện viên: Ricardo Rozo

| Số | VT | Cầu thủ                    | Ngày sinh (tuổi)            | Trận | Bàn | Câu lạc bộ                             |
| -- | -- | -------------------------- | --------------------------- | ---- | --- | -------------------------------------- |
| 1  | TM | Yineth Varón               | 23 tháng 6, 1982 (29 tuổi)  | 2    | 0   | Club Deportivo Generaciones Palmiranas |
| 2  | HV | Yuly Muñoz                 | 18 tháng 3, 1989 (22 tuổi)  | 14   | 1   | Club Deportivo Estudiantes F.C.        |
| 3  | HV | Natalia Gaitán (c)         | 3 tháng 4, 1991 (20 tuổi)   | 1    | 0   | Đại học Toledo                         |
| 4  | TV | Diana Ospina               | 3 tháng 3, 1989 (22 tuổi)   | 1    | 0   | Club Deportivo Formas Íntimas          |
| 5  | HV | Nataly Arias               | 2 tháng 4, 1986 (25 tuổi)   | 11   | 3   | Đại học Maryland                       |
| 6  | TV | Daniela Montoya            | 22 tháng 8, 1990 (20 tuổi)  |      |     | Club Deportivo Formas Íntimas          |
| 7  | TĐ | Catalina Usme              | 25 tháng 12, 1989 (21 tuổi) | 8    | 1   | Independiente Medellín                 |
| 8  | HV | Andrea Peralta             | 9 tháng 5, 1988 (23 tuổi)   | 17   | 14  | Club Deportivo Estudiantes F.C.        |
| 9  | TV | Carmen Elisa Rodallega     | 15 tháng 7, 1983 (27 tuổi)  | 24   | 1   | Sarmiento Lora                         |
| 10 | TV | Yoreli Rincón              | 27 tháng 7, 1993 (17 tuổi)  | 29   | 4   | Club Deportivo Gol Star                |
| 11 | TV | Liana Salazar              | 16 tháng 9, 1992 (18 tuổi)  | 11   | 8   | Đại học Kansas                         |
| 12 | TM | Sandra Sepúlveda           | 3 tháng 3, 1988 (23 tuổi)   | 10   | 0   | Club Deportivo Formas Íntimas          |
| 13 | TV | Yulieth Domínguez          | 6 tháng 9, 1993 (17 tuổi)   | 11   | 0   | Club Deportivo Estudiantes F.C.        |
| 14 | HV | Kelis Peduzine             | 21 tháng 4, 1983 (28 tuổi)  | 12   | 3   | Club Deportivo Eba                     |
| 15 | TV | Tatiana Ariza              | 21 tháng 2, 1991 (20 tuổi)  | 19   | 2   | Đại học Bang Austin Peay               |
| 16 | TĐ | Lady Andrade               | 10 tháng 1, 1992 (19 tuổi)  | 10   | 1   | Club Deportivo Inter de Bogotá         |
| 17 | TĐ | Ingrid Vidal               | 22 tháng 4, 1991 (20 tuổi)  | 5    | 1   | Club Deportivo Generaciones Palmiranas |
| 18 | TĐ | Katerin Castro             | 21 tháng 11, 1991 (19 tuổi) | 14   | 5   | Club Deportivo Estudiantes F.C.        |
| 19 | HV | Fatima Montaño             | 2 tháng 10, 1984 (26 tuổi)  | 3    | 3   | Club Deportivo Águila                  |
| 20 | TV | Orianica Velásquez Herrera | 1 tháng 8, 1989 (21 tuổi)   | 10   | 1   | Đại học Indiana                        |
| 21 | TM | Alexandra Velasco          | 23 tháng 8, 1985 (25 tuổi)  | 0    | 0   | Club Deportivo Gol Star                |

### CHDCND Triều Tiên
Huấn luyện viên: Kim Kwang-min

| Số | VT | Cầu thủ        | Ngày sinh (tuổi)            | Trận | Bàn | Câu lạc bộ |
| -- | -- | -------------- | --------------------------- | ---- | --- | ---------- |
| 1  | TM | Hong Myong-hui | 4 tháng 9, 1991 (19 tuổi)   | 9    | 0   | 25 tháng 4 |
| 2  | HV | Jon Hong-yon   | 11 tháng 6, 1992 (19 tuổi)  | 1    | 0   | 25 tháng 4 |
| 3  | HV | Ho Un-byol     | 19 tháng 1, 1992 (19 tuổi)  | 1    | 0   | 25 tháng 4 |
| 4  | TV | Kim Myong-gum  | 4 tháng 11, 1990 (20 tuổi)  | 2    | 0   | Rimyongsu  |
| 5  | HV | Song Jong-sun  | 11 tháng 3, 1981 (30 tuổi)  | 14   | 0   | Rimyongsu  |
| 6  | HV | Paek Sol-hui   | 20 tháng 3, 1994 (17 tuổi)  | 3    | 0   | 25 tháng 4 |
| 7  | TĐ | Yun Hyon-hi    | 9 tháng 9, 1992 (18 tuổi)   | 1    | 0   | 25 tháng 4 |
| 8  | TV | Kim Su-gyong   | 4 tháng 1, 1995 (16 tuổi)   | 3    | 0   | 25 tháng 4 |
| 9  | TĐ | Ra Un-sim      | 2 tháng 7, 1988 (22 tuổi)   | 20   | 7   | Amrokgang  |
| 10 | TV | Jo Yun-mi (c)  | 5 tháng 1, 1987 (24 tuổi)   | 30   | 6   | 25 tháng 4 |
| 11 | TV | Ri Ye-gyong    | 26 tháng 10, 1989 (21 tuổi) | 14   | 0   | Amrokgang  |
| 12 | TV | Jon Myong-hwa  | 9 tháng 8, 1993 (17 tuổi)   | 9    | 2   | 25 tháng 4 |
| 13 | TV | Kim Un-ju      | 9 tháng 4, 1993 (18 tuổi)   | 4    | 0   | 25 tháng 4 |
| 14 | TV | Kim Chung-sim  | 27 tháng 11, 1990 (20 tuổi) | 14   | 0   | 25 tháng 4 |
| 15 | HV | Yu Jong-hui    | 21 tháng 3, 1986 (25 tuổi)  | 7    | 0   | 25 tháng 4 |
| 16 | HV | Jong Pok-sim   | 31 tháng 7, 1985 (25 tuổi)  | 6    | 0   | 25 tháng 4 |
| 17 | HV | Ri Un-hyang    | 15 tháng 5, 1988 (23 tuổi)  | 1    | 0   | Amrokgang  |
| 18 | TM | Kim Chol-ok    | 15 tháng 10, 1994 (16 tuổi) | 1    | 0   | 25 tháng 4 |
| 19 | TĐ | Choe Mi-gyong  | 17 tháng 1, 1991 (20 tuổi)  | 2    | 0   | Rimyongsu  |
| 20 | TĐ | Kwon Song-hwa  | 5 tháng 2, 1992 (19 tuổi)   | 2    | 0   | 25 tháng 4 |
| 21 | TM | Ri Jin-sim     | 29 tháng 5, 1991 (20 tuổi)  | 1    | 0   | Wolmido    |

### Thụy Điển
Vào ngày 30 tháng 5 năm 2011, huấn luyện viên Dennerby thông báo danh sách 21 cầu thủ chính thức.
Huấn luyện viên: Thomas Dennerby

| Số | VT | Cầu thủ             | Ngày sinh (tuổi)            | Trận | Bàn | Câu lạc bộ              |
| -- | -- | ------------------- | --------------------------- | ---- | --- | ----------------------- |
| 1  | TM | Hedvig Lindahl      | 29 tháng 4, 1983 (28 tuổi)  | 24   | 0   | Kristianstads DFF       |
| 2  | HV | Charlotte Rohlin    | 2 tháng 12, 1980 (30 tuổi)  | 4    | 1   | Linköpings FC           |
| 3  | HV | Linda Sembrant      | 15 tháng 5, 1987 (24 tuổi)  | 22   | 1   | Kopparbergs/Göteborg FC |
| 4  | HV | Annica Svensson     | 3 tháng 3, 1983 (28 tuổi)   | 12   | 0   | Tyresö FF               |
| 5  | TV | Caroline Seger (c)  | 19 tháng 3, 1985 (26 tuổi)  | 34   | 3   | Western New York Flash  |
| 6  | HV | Sara Thunebro       | 26 tháng 4, 1979 (32 tuổi)  | 21   | 2   | 1. FFC Frankfurt        |
| 7  | HV | Sara Larsson        | 13 tháng 5, 1979 (32 tuổi)  | 101  | 6   | KIF Örebro DFF          |
| 8  | TĐ | Lotta Schelin       | 27 tháng 2, 1984 (27 tuổi)  | 45   | 11  | Olympique Lyonnais      |
| 9  | TĐ | Jessica Landström   | 12 tháng 12, 1984 (26 tuổi) | 50   | 16  | 1. FFC Frankfurt        |
| 10 | TV | Sofia Jakobsson     | 23 tháng 4, 1990 (21 tuổi)  | 1    | 0   | Umeå IK                 |
| 11 | TV | Antonia Göransson   | 16 tháng 9, 1990 (20 tuổi)  | 9    | 0   | Hamburger SV            |
| 12 | TM | Kristin Hammarström | 29 tháng 3, 1982 (29 tuổi)  | 0    | 0   | Kopparbergs/Göteborg FC |
| 13 | HV | Lina Nilsson        | 17 tháng 6, 1987 (24 tuổi)  | 26   | 0   | LdB FC Malmö            |
| 14 | TĐ | Josefine Öqvist     | 23 tháng 7, 1983 (27 tuổi)  | 64   | 17  | Tyresö FF               |
| 15 | TV | Therese Sjögran     | 8 tháng 4, 1977 (34 tuổi)   | 160  | 11  | Sky Blue FC             |
| 16 | TV | Linda Forsberg      | 19 tháng 6, 1985 (26 tuổi)  | 4    | 0   | LdB FC Malmö            |
| 17 | TV | Lisa Dahlkvist      | 6 tháng 2, 1987 (24 tuổi)   | 35   | 5   | Kopparbergs/Göteborg FC |
| 18 | TV | Nilla Fischer       | 2 tháng 8, 1984 (26 tuổi)   | 22   | 2   | LdB FC Malmö            |
| 19 | TĐ | Madelaine Edlund    | 15 tháng 9, 1985 (25 tuổi)  | 1    | 0   | Tyresö FF               |
| 20 | TV | Marie Hammarström   | 29 tháng 3, 1982 (29 tuổi)  | 9    | 0   | KIF Örebro DFF          |
| 21 | TM | Sofia Lundgren      | 20 tháng 9, 1982 (28 tuổi)  | 19   | 0   | Linköpings FC           |

### Hoa Kỳ
Pia Sundhage công bố đội hình 21 cầu thủ của bà vào ngày 9 tháng 5.
Lindsay Tarpley, người được ghi tên ở đội hình chính thức, bị rách dây chằng chéo trước trong trận giao hữu với Nhật Bản vào ngày 14 tháng 5 và được thay bằng Kelley O'Hara.
Huấn luyện viên:  Pia Sundhage

| Số | VT | Cầu thủ              | Ngày sinh (tuổi)            | Trận | Bàn | Câu lạc bộ                |
| -- | -- | -------------------- | --------------------------- | ---- | --- | ------------------------- |
| 1  | TM | Hope Solo            | 30 tháng 7, 1981 (29 tuổi)  | 95   | 0   | magicJack                 |
| 2  | HV | Heather Mitts        | 9 tháng 6, 1978 (33 tuổi)   | 116  | 2   | Atlanta Beat              |
| 3  | HV | Christie Rampone (c) | 24 tháng 6, 1975 (36 tuổi)  | 235  | 4   | magicJack                 |
| 4  | HV | Becky Sauerbrunn     | 6 tháng 6, 1985 (26 tuổi)   | 11   | 0   | magicJack                 |
| 5  | TV | Kelley O'Hara        | 4 tháng 8, 1988 (22 tuổi)   | 5    | 0   | Boston Breakers           |
| 6  | HV | Amy LePeilbet        | 12 tháng 3, 1982 (29 tuổi)  | 49   | 0   | Boston Breakers           |
| 7  | TV | Shannon Boxx         | 29 tháng 6, 1977 (33 tuổi)  | 146  | 22  | magicJack                 |
| 8  | TĐ | Amy Rodriguez        | 17 tháng 2, 1987 (24 tuổi)  | 65   | 17  | Philadelphia Independence |
| 9  | TV | Heather O'Reilly     | 2 tháng 1, 1985 (26 tuổi)   | 144  | 29  | Sky Blue FC               |
| 10 | TV | Carli Lloyd          | 16 tháng 7, 1982 (28 tuổi)  | 111  | 27  | Atlanta Beat              |
| 11 | HV | Ali Krieger          | 28 tháng 7, 1984 (26 tuổi)  | 18   | 0   | Cầu thủ tự do             |
| 12 | TĐ | Lauren Cheney        | 30 tháng 9, 1987 (23 tuổi)  | 42   | 14  | Boston Breakers           |
| 13 | TĐ | Alex Morgan          | 2 tháng 7, 1989 (21 tuổi)   | 19   | 7   | Western New York Flash    |
| 14 | HV | Stephanie Cox        | 3 tháng 4, 1986 (25 tuổi)   | 74   | 0   | Boston Breakers           |
| 15 | TV | Megan Rapinoe        | 5 tháng 7, 1985 (25 tuổi)   | 31   | 10  | Philadelphia Independence |
| 16 | TV | Lori Lindsey         | 19 tháng 3, 1980 (31 tuổi)  | 22   | 0   | Philadelphia Independence |
| 17 | TV | Tobin Heath          | 29 tháng 5, 1988 (23 tuổi)  | 27   | 2   | Sky Blue FC               |
| 18 | TM | Nicole Barnhart      | 10 tháng 10, 1981 (29 tuổi) | 39   | 0   | Philadelphia Independence |
| 19 | HV | Rachel Buehler       | 26 tháng 8, 1985 (25 tuổi)  | 59   | 1   | Boston Breakers           |
| 20 | TĐ | Abby Wambach         | 2 tháng 6, 1980 (31 tuổi)   | 157  | 118 | magicJack                 |
| 21 | TM | Jillian Loyden       | 25 tháng 5, 1985 (26 tuổi)  | 1    | 0   | magicJack                 |

## Bảng D

### Úc
Huấn luyện viên:  Tom Sermanni

| Số | VT | Cầu thủ              | Ngày sinh (tuổi)            | Trận | Bàn | Câu lạc bộ           |
| -- | -- | -------------------- | --------------------------- | ---- | --- | -------------------- |
| 1  | TM | Melissa Barbieri (c) | 20 tháng 1, 1980 (31 tuổi)  | 52   | 0   | Melbourne Victory FC |
| 2  | HV | Teigen Allen         | 12 tháng 2, 1994 (17 tuổi)  | 7    | 0   | Sydney FC            |
| 3  | HV | Kim Carroll          | 2 tháng 9, 1987 (23 tuổi)   | 38   | 2   | Brisbane Roar        |
| 4  | HV | Clare Polkinghorne   | 2 tháng 1, 1989 (22 tuổi)   | 10   | 0   | Brisbane Roar        |
| 5  | HV | Laura Alleway        | 28 tháng 11, 1989 (21 tuổi) | 2    | 0   | Brisbane Roar        |
| 6  | HV | Ellyse Perry         | 3 tháng 11, 1990 (20 tuổi)  | 13   | 2   | Canberra United      |
| 7  | TV | Heather Garriock     | 21 tháng 12, 1982 (28 tuổi) | 118  | 14  | LdB Malmo            |
| 8  | TV | Elise Kellond-Knight | 10 tháng 8, 1990 (20 tuổi)  | 19   | 0   | Brisbane Roar        |
| 9  | TĐ | Caitlin Foord        | 11 tháng 11, 1994 (16 tuổi) | 1    | 1   | Sydney FC            |
| 10 | TV | Servet Uzunlar       | 8 tháng 3, 1989 (22 tuổi)   | 20   | 1   | Sydney FC            |
| 11 | TĐ | Lisa De Vanna        | 14 tháng 11, 1984 (26 tuổi) | 48   | 17  | magicJack            |
| 12 | TĐ | Emily van Egmond     | 12 tháng 7, 1993 (17 tuổi)  | 3    | 0   | Canberra United      |
| 13 | TV | Tameka Butt          | 16 tháng 6, 1991 (20 tuổi)  | 19   | 1   | Brisbane Roar        |
| 14 | TV | Collette McCallum    | 26 tháng 3, 1986 (25 tuổi)  | 35   | 7   | Perth Glory          |
| 15 | TV | Sally Shipard        | 20 tháng 10, 1987 (23 tuổi) | 35   | 2   | Canberra United      |
| 16 | TV | Lauren Colthorpe     | 25 tháng 10, 1985 (25 tuổi) | 16   | 2   | Brisbane Roar        |
| 17 | TĐ | Kyah Simon           | 25 tháng 6, 1991 (20 tuổi)  | 24   | 4   | Sydney FC            |
| 18 | TM | Lydia Williams       | 13 tháng 5, 1988 (23 tuổi)  | 5    | 0   | Canberra United      |
| 19 | TĐ | Leena Khamis         | 19 tháng 6, 1986 (25 tuổi)  | 16   | 4   | Sydney FC            |
| 20 | TV | Samantha Kerr        | 10 tháng 9, 1993 (17 tuổi)  | 13   | 3   | Perth Glory          |
| 21 | TM | Casey Dumont         | 25 tháng 1, 1992 (19 tuổi)  | 0    | 0   | Brisbane Roar        |

### Brasil
Huấn luyện viên: Kleiton Lima
Liên đoàn bóng đá Brasil (CBF) thông báo đội hình sơ bộ 25 người vào ngày 25 tháng 5, và đội hình 21 cầu thủ chính thức vào ngày 10 tháng 6.
| Số | VT | Cầu thủ      | Ngày sinh (tuổi)            | Trận | Bàn | Câu lạc bộ             |
| -- | -- | ------------ | --------------------------- | ---- | --- | ---------------------- |
| 1  | TM | Andréia      | 14 tháng 9, 1977 (33 tuổi)  | 46   | 0   | Santos                 |
| 2  | HV | Maurine      | 14 tháng 1, 1986 (25 tuổi)  | 44   | 11  | Western New York Flash |
| 3  | HV | Daiane       | 15 tháng 4, 1983 (28 tuổi)  | 12   | 3   | Botucatu               |
| 4  | HV | Aline (c)    | 7 tháng 6, 1982 (29 tuổi)   | 23   | 4   | Santos                 |
| 5  | HV | Renata Costa | 8 tháng 7, 1986 (24 tuổi)   | 63   | 27  | Cầu thủ tự do          |
| 6  | HV | Rosana       | 7 tháng 7, 1982 (28 tuổi)   | 32   | 6   | Centro Olímpico        |
| 7  | TV | Ester        | 9 tháng 12, 1982 (28 tuổi)  | 26   | 2   | Santos                 |
| 8  | TV | Formiga      | 3 tháng 3, 1978 (33 tuổi)   | 46   | 12  | Cầu thủ tự do          |
| 9  | TV | Beatriz      | 17 tháng 12, 1993 (17 tuổi) | 2    | 0   | Bangu                  |
| 10 | TĐ | Marta        | 19 tháng 2, 1986 (25 tuổi)  | 69   | 76  | Western New York Flash |
| 11 | TĐ | Cristiane    | 15 tháng 5, 1985 (26 tuổi)  | 56   | 41  | Santos                 |
| 12 | TM | Bárbara      | 4 tháng 7, 1988 (22 tuổi)   | 18   | 2   | Foz Cataractas         |
| 13 | HV | Érika        | 4 tháng 2, 1988 (23 tuổi)   | 14   | 8   | Santos                 |
| 14 | TĐ | Fabiana      | 4 tháng 8, 1989 (21 tuổi)   | 18   | 4   | Santos                 |
| 15 | TV | Francielle   | 18 tháng 10, 1989 (21 tuổi) | 15   | 5   | São José dos Campos    |
| 16 | HV | Elaine       | 1 tháng 11, 1982 (28 tuổi)  | 18   | 4   | Tyresö                 |
| 17 | TĐ | Daniele      | 2 tháng 4, 1983 (28 tuổi)   | 12   | 3   | Vasco da Gama          |
| 18 | TĐ | Thaís G.     | 20 tháng 1, 1993 (18 tuổi)  | 5    | 0   | Bangu                  |
| 19 | TĐ | Grazielle    | 28 tháng 4, 1981 (30 tuổi)  | 18   | 5   | America                |
| 20 | HV | Roseane      | 23 tháng 7, 1985 (25 tuổi)  | 12   | 0   | Bangu                  |
| 21 | TM | Thaís        | 19 tháng 6, 1987 (24 tuổi)  | 12   | 0   | Bangu                  |

### Guinea Xích Đạo
Huấn luyện viên:  Marcello Frigerio

| Số | VT | Cầu thủ             | Ngày sinh (tuổi)            | Trận | Bàn | Câu lạc bộ               |
| -- | -- | ------------------- | --------------------------- | ---- | --- | ------------------------ |
| 1  | TM | Mirian              | 25 tháng 2, 1982 (29 tuổi)  | 9    | 0   | São Francisco            |
| 2  | HV | Bruna               | 12 tháng 5, 1984 (27 tuổi)  | 8    | 0   | Rio Preto                |
| 3  | HV | Dulce               | 18 tháng 1, 1982 (29 tuổi)  | 3    | 0   | Centro Olímpico          |
| 4  | HV | Carol               | 18 tháng 2, 1983 (28 tuổi)  | 8    | 3   | Botucatu                 |
| 5  | TV | Cris                | 12 tháng 12, 1985 (25 tuổi) | 4    | 0   | Palmeiras                |
| 6  | TV | Vânia               | 9 tháng 11, 1980 (30 tuổi)  | 2    | 0   | Hyundai Steel Red Angels |
| 7  | TĐ | Blessing Diala      | 8 tháng 12, 1989 (21 tuổi)  | 17   | 4   | Cầu thủ tự do            |
| 8  | TĐ | Emiliana Mangue     | 4 tháng 12, 1991 (19 tuổi)  | 0    | 0   | E Waiso Ipola            |
| 9  | TV | Dorine Chuigoué     | 28 tháng 11, 1988 (22 tuổi) | 12   | 8   | Waiso Ipola              |
| 10 | TV | Genoveva Añonma (c) | 12 tháng 10, 1987 (23 tuổi) | 28   | 15  | Jena                     |
| 11 | TV | Natalia Abeso       | 5 tháng 9, 1986 (24 tuổi)   | 17   | 1   | Inter Continental        |
| 12 | TV | Sinforosa Nguema    | 26 tháng 4, 1989 (22 tuổi)  | 14   | 6   | Waiso Ipola              |
| 13 | TM | Farota              | 2 tháng 7, 1979 (31 tuổi)   | 9    | 0   | Princesses               |
| 14 | TV | Jumária             | 8 tháng 5, 1979 (32 tuổi)   | 13   | 1   | São Francisco            |
| 15 | TV | Gloria Chinasa      | 8 tháng 12, 1987 (23 tuổi)  | 17   | 9   | Rivers Angels            |
| 16 | TV | Lucrecia Ngui       | 23 tháng 8, 1988 (22 tuổi)  | 6    | 1   | Waiso Ipola              |
| 17 | TĐ | Tiga                | 16 tháng 4, 1983 (28 tuổi)  | 3    | 4   | UNIP (futsal)            |
| 18 | TM | María Rosa Ondo     | 10 tháng 10, 1982 (28 tuổi) | 6    | 0   | Inter Continental        |
| 19 | TĐ | Fatoumata Ndiaye    | 27 tháng 3, 1989 (22 tuổi)  | 4    | 1   | Inter Continental        |
| 20 | TV | Christelle Nyepel   | 16 tháng 1, 1992 (19 tuổi)  | 7    | 2   | Waiso Ipola              |
| 21 | HV | Laetitia Chapeh     | 7 tháng 4, 1987 (24 tuổi)   | 2    | 0   | Waiso Ipola              |

### Na Uy
Đội tuyển Na Uy được công bố ngày 27 tháng 5 năm 2011. Chỉ có 19 cầu thủ được điền tên trong khi hai vị trí còn lại bỏ ngỏ. Sau khi Lise Klaveness và Lene Storløkken không thể dự World Cup vì chấn thương, Landsem thông báo danh sách cuối cùng vào ngày 11 tháng 6. Lisa-Marie Woods được thay bằng Kristine Wigdahl Hegland.
Huấn luyện viên: Eli Landsem

| Số | VT | Cầu thủ                  | Ngày sinh (tuổi)            | Trận | Bàn | Câu lạc bộ         |
| -- | -- | ------------------------ | --------------------------- | ---- | --- | ------------------ |
| 1  | TM | Ingrid Hjelmseth         | 10 tháng 4, 1980 (31 tuổi)  | 44   | 0   | Stabæk Fotball     |
| 2  | HV | Nora Holstad Berge       | 26 tháng 3, 1987 (24 tuổi)  | 5    | 0   | Linköpings FC      |
| 3  | HV | Maren Mjelde             | 6 tháng 11, 1989 (21 tuổi)  | 31   | 1   | Arna-Bjørnar       |
| 4  | TV | Ingvild Stensland (c)    | 3 tháng 8, 1981 (29 tuổi)   | 101  | 5   | Olympique Lyonnais |
| 5  | TV | Marita Skammelsrud Lund  | 29 tháng 1, 1989 (22 tuổi)  | 19   | 0   | LSK Kvinner FK     |
| 6  | TV | Kristine Wigdahl Hegland | 8 tháng 8, 1992 (18 tuổi)   | 0    | 0   | Arna-Bjornar       |
| 7  | HV | Trine Bjerke Rønning     | 14 tháng 6, 1982 (29 tuổi)  | 111  | 15  | Stabæk Fotball     |
| 8  | HV | Runa Vikestad            | 13 tháng 8, 1984 (26 tuổi)  | 14   | 1   | Kolbotn Fotball    |
| 9  | TĐ | Isabell Herlovsen        | 23 tháng 6, 1988 (23 tuổi)  | 63   | 19  | LSK Kvinner FK     |
| 10 | TĐ | Cecilie Pedersen         | 14 tháng 9, 1990 (20 tuổi)  | 20   | 8   | Avaldsnes IL       |
| 11 | TV | Leni Larsen Kaurin       | 21 tháng 3, 1981 (30 tuổi)  | 80   | 4   | VfL Wolfsburg      |
| 12 | TM | Erika Skarbø             | 12 tháng 6, 1987 (24 tuổi)  | 15   | 0   | Arna-Bjørnar       |
| 13 | TV | Madeleine Giske          | 14 tháng 9, 1987 (23 tuổi)  | 15   | 1   | Arna-Bjørnar       |
| 14 | TV | Gry Tofte Ims            | 2 tháng 3, 1986 (25 tuổi)   | 7    | 0   | Klepp IL           |
| 15 | HV | Hedda Strand Gardsjord   | 28 tháng 6, 1982 (28 tuổi)  | 22   | 0   | Røa IL             |
| 16 | TĐ | Elise Thorsnes           | 14 tháng 8, 1988 (22 tuổi)  | 40   | 6   | Røa IL             |
| 17 | TĐ | Lene Mykjåland           | 20 tháng 2, 1987 (24 tuổi)  | 35   | 8   | Røa IL             |
| 18 | TV | Guro Knutsen             | 10 tháng 1, 1985 (26 tuổi)  | 27   | 3   | Røa IL             |
| 19 | TĐ | Emilie Haavi             | 16 tháng 6, 1992 (19 tuổi)  | 7    | 4   | Røa IL             |
| 20 | HV | Ingrid Ryland            | 29 tháng 5, 1989 (22 tuổi)  | 6    | 0   | Arna-Bjørnar       |
| 21 | TM | Caroline Knutsen         | 21 tháng 11, 1983 (27 tuổi) | 4    | 0   | Røa IL             |